# جو هان
جوزف جو هان (به انگلیسی: Joseph "Joe" Hahn)، متولد ۱۵ مارچ سال ۱۹۷۷ در دالاس ایالت تگزاس آمریکا است.او بیشتر به عنوان "مستر هان" لقب گرفته شده و بیشتر فعالیت وی به عنوان کارگردان موسیقی و دی جی گروه لینکین پارک بوده‌است.

## سالهای اولیه
"جو هان" از والدینی کره‌ای در پانزدهم مارچ سال ۱۹۷۷ متولد شد و اگر چه در دبیرستان شیفته رشته هنرهای بصری و تصویری شد و حتی در دانشگاه هم این رشته را دنبال کرد، اما عشق به موسیقی چنان در وجودش ریشه داشت که در همان دوره دبیرستان به ساخت قطعات موسیقی پرداخت.
جو و مایک شینودا در کالج در رشته تصویرگری تحصیل می‌کردند، اما پس از مدتی که مایک دنبال طراحی گرافیکی رفت، جو ماند و بعد از یک سال به صورت حرفه‌ای وارد کار انیمیشن شد و با ساخت قسمتهایی از انیمیشن "قلمرو اشباح" شهرت اندکی برای خود به راه انداخت. شهرتی که راه گشای وی برای ورود به طراحی فیلم‌های سینمایی شد و در آثار تخیلی به طراحی غول‌ها و هیولاهای فراوانی پرداخت.

## لینکین پارک
آشنایی جو و مایک شینودا باعث ورود او به گروهی تازه‌کار به نام Xero و شکل اولیه ی لینکین پارک شد. آقای هان در حال حاضر مغز متفکر و اصلی کلیپ‌های گروه به‌شمار می‌رود و او را به عنوان دست اندر کار کارگردانی و ساخت تمامی کلیپ‌های گروه می شناسند که از مهمترین آن‌ها میتوان به «خزیدن» , «جایی که به آن تعلق دارم»، «آنچه من انجام دادم»، «جدایی نو» و «در پایان» نام برد.همچنین وی سازنده پیش نمایش بازی کامپیوتری «مدال افتخار» بود.

## زندگی شخصی
مستر هان ، دو خواهر بزرگتر از خود دارد. جو در سال ۲۰۰۵ با "Karen Benedit" ازدواج کرد. آن‌ها در سال ۲۰۰۹ از یکدیگر جدا شدند. پس از آن در سال ۲۰۱۰ با یک مدل به نام مدل "Heidi Woan" آشنا شد و در اکتبر سال ۲۰۱۲ با او ازدواج کرد.

## فیلم‌ها

### موزیک ویدیوها
| سال  | عنوان                   | گروه                     | توضیحات                           |
| ---- | ----------------------- | ------------------------ | --------------------------------- |
| ۱۹۹۸ | War?                    | سیستم آو ا داون          | کارگردان همراه با Nathan Cox      |
| ۲۰۰۱ | تکه کاغذ                | لینکین پارک              | کارگردان همراه با Nathan Cox      |
| ۲۰۰۱ | در پایان                | لینکین پارک              | کارگردان همراه با Nathan Cox      |
| ۲۰۰۱ | نقاط توانایی            | لینکین پارک              | کارگردان همراه با Nathan Cox      |
| ۲۰۰۲ | Cold                    | Static-X                 | کارگردان همراه با Nathan Cox      |
| ۲۰۰۲ | Symphony in X Major     | Xzibit                   |                                   |
| ۲۰۰۲ | It's Goin' Down         | X-Ecutioners             | کارگردان و نوازنده مهمان          |
| ۲۰۰۲ | Kyur4 th Ich            | لینکین پارک              | MTV:Playback                      |
| ۲۰۰۳ | جایی که به آن تعلق دارم | لینکین پارک              |                                   |
| ۲۰۰۳ | کرخت                    | لینکین پارک              |                                   |
| ۲۰۰۴ | Anthem of Our Dying Day | Story of the Year        |                                   |
| ۲۰۰۴ | از درون                 | لینکین پارک              |                                   |
| ۲۰۰۴ | شکستن عادت              | لینکین پارک              | کارگردان همراه با Kazuto Nakazawa |
| ۲۰۰۵ | Time to Waste           | Alkaline Trio            |                                   |
| ۲۰۰۷ | آنچه من انجام دادم      | لینکین پارک              |                                   |
| ۲۰۰۷ | خونریزی                 | لینکین پارک              |                                   |
| ۲۰۰۸ | سایه روز                | لینکین پارک              |                                   |
| ۲۰۰۸ | تسلیم شده               | لینکین پارک              | کارگردان همراه با with Mark Fiore |
| ۲۰۰۸ | باقی‌مانده را کنار بگذار | لینکین پارک              |                                   |
| ۲۰۰۹ | جدایی نو                | لینکین پارک              |                                   |
| ۲۰۱۰ | کاتالیست                | لینکین پارک              |                                   |
| ۲۰۱۰ | انتظار تا فرجام         | لینکین پارک              |                                   |
| ۲۰۱۱ | سوختن در آسمان‌ها        | لینکین پارک              |                                   |
| ۲۰۱۱ | رنگین‌تاب                | لینکین پارک              |                                   |
| ۲۰۱۲ | بسوزانش                 | لینکین پارک              |                                   |
| ۲۰۱۳ | نوری که هرگز نمی‌آید     | لینکین پارک و Steve Aoki |                                   |

### فیلم‌ها
| سال  | عنوان    | نقش      | توضیحات              |
| ---- | -------- | -------- | -------------------- |
| ۲۰۰۵ | The Seed | کارگردان | همراه با Ken Mercado |
| ۲۰۱۳ | Mall     | کارگردان |                      |